# Nesamblyops
Nesamblyops – rodzaj chrząszczy z rodziny biegaczowatych i podrodziny Trechinae.

## Morfologia
Ciało wypukłe. Oczy obecne, lecz silnie zredukowane, złożone z 4-5 fasetek. Grzbietowa część ciała w większości owłosiona. Pokrywy bez podłużnej, skośnej bruzdy (sulcus).

## Występowanie
Wszystkie gatunki są endemitami Nowej Zelandii.

## Taksonomia
Rodzaj został opisany w 1937 roku przez René Jeannela. Gatunkiem typowym został Anillus subcaecus.
Należą tu dwa opisane gatunki:
- Nesamblyops oreobius (Broun, 1893)
- Nesamblyops subcaecus (Sharp, 1886)